# Jaroslav Provazník
Jaroslav Provazník (27. února 1930 Zlín – 11. února 2023) byl československý házenkář a reprezentant Československa.
V červnu 2025 po něm byl pojmenován sportovní areál ve Zlíně.

## Kariéra
S házenou začínal v týmu Sokol Svit Gottwaldov (1949–51). Poté přestoupil do armádního klubu ATK Praha (později ÚDA Praha a nakonec Dukla Praha). Zde strávil několik sezón (1951–59) a získal šest ligových titulů. V roce 1959 se opět vrátil do rodného Zlína (tehdy Gottwaldova), kde nastupoval za klub TJ Gottwaldov. S týmem získal v sezóně 1959–60 další mistrovský titul. Poslední přesun se odehrál v roce 1965, kdy začal hrát za TJ Tatran Bystřice pod Hostýnem. Jeho první sezonu v novém klubu byl navíc hrajícím trenérem. V Bystřici pod Hostýnem setrval až do roku 1972.